# George Nakashima

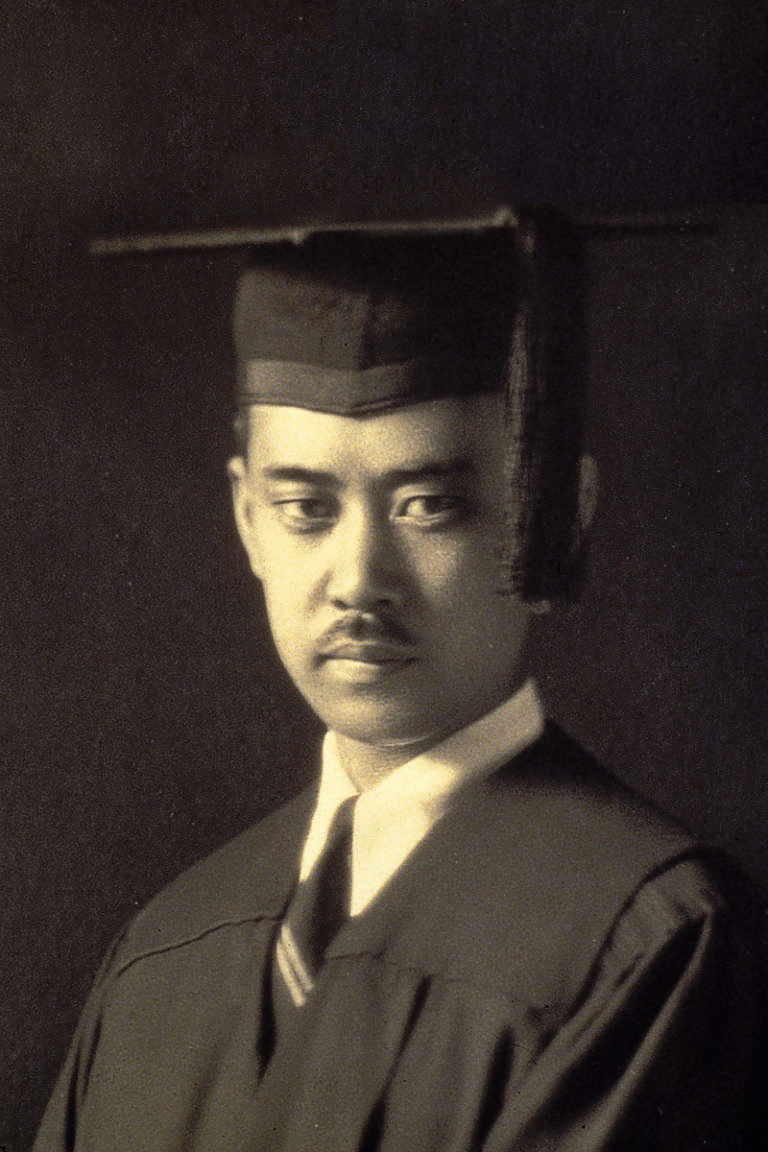
George Nakashima, 1929

George Katsutoshi Nakashima (* 24. Mai 1905 in Spokane, Washington; † 15. Juni 1990 in New Hope, Pennsylvania) war ein US-amerikanischer Architekt, Designer und Möbeltischler japanischer Herkunft.

## Leben
George Nakashima wurde 1905 als Sohn von Katsuharu und Suzu Nakashima in Spokane, Washington geboren. Er studierte Forstwirtschaft und Architektur an der University of Washington und schloss sein Studium 1929 mit dem Bachelor of Architecture ab. Nakashima besuchte danach die Ecole Americaine des Beaux-Arts in Fontainebleau. 1931 erwarb er den Master of Architecture am Massachusetts Institute of Technology (M.I.T.). Anschließend bereiste er die Welt und arbeitete unter anderem in Paris, wo er Le Corbusier kennenlernte, und in Japan, wo er für den Architekten Antonin Raymond tätig war. Dort lernte er auch seine spätere Frau Marion Okajima kennen.
1937 übernahm George Nakashima die Bauleitung des Golconde-Schlafsaal-Projekts in Puducherry, Indien, wo er sich auch mit den spirituellen Lehren des Aurobindo-Ashrams beschäftigte. 1940 kehrte er in die USA zurück und begann in Seattle Möbel herzustellen und Holzbearbeitung zu unterrichten. Während des Zweiten Weltkriegs wurde er wegen seiner japanischen Abstammung im Internierungslager Minidoka in Idaho interniert. Dort lernte er Gentaro Hikogawa kennen, von dem er traditionelle japanische Techniken der Holzbearbeitung erlernte.
1943 wurde George Nakashima mit Hilfe von Antonin Raymond aus dem Lager entlassen und zog nach New Hope, Pennsylvania, wo er seine Werkstatt gründete. Dort entwickelte er seinen charakteristischen Stil und arbeitete unter anderem für Knoll und Widdicomb-Mueller. 1973 erhielt er von Nelson Rockefeller den Auftrag, 200 Möbel für dessen Haus in Pocantico Hills, New York, zu entwerfen.

## Werk

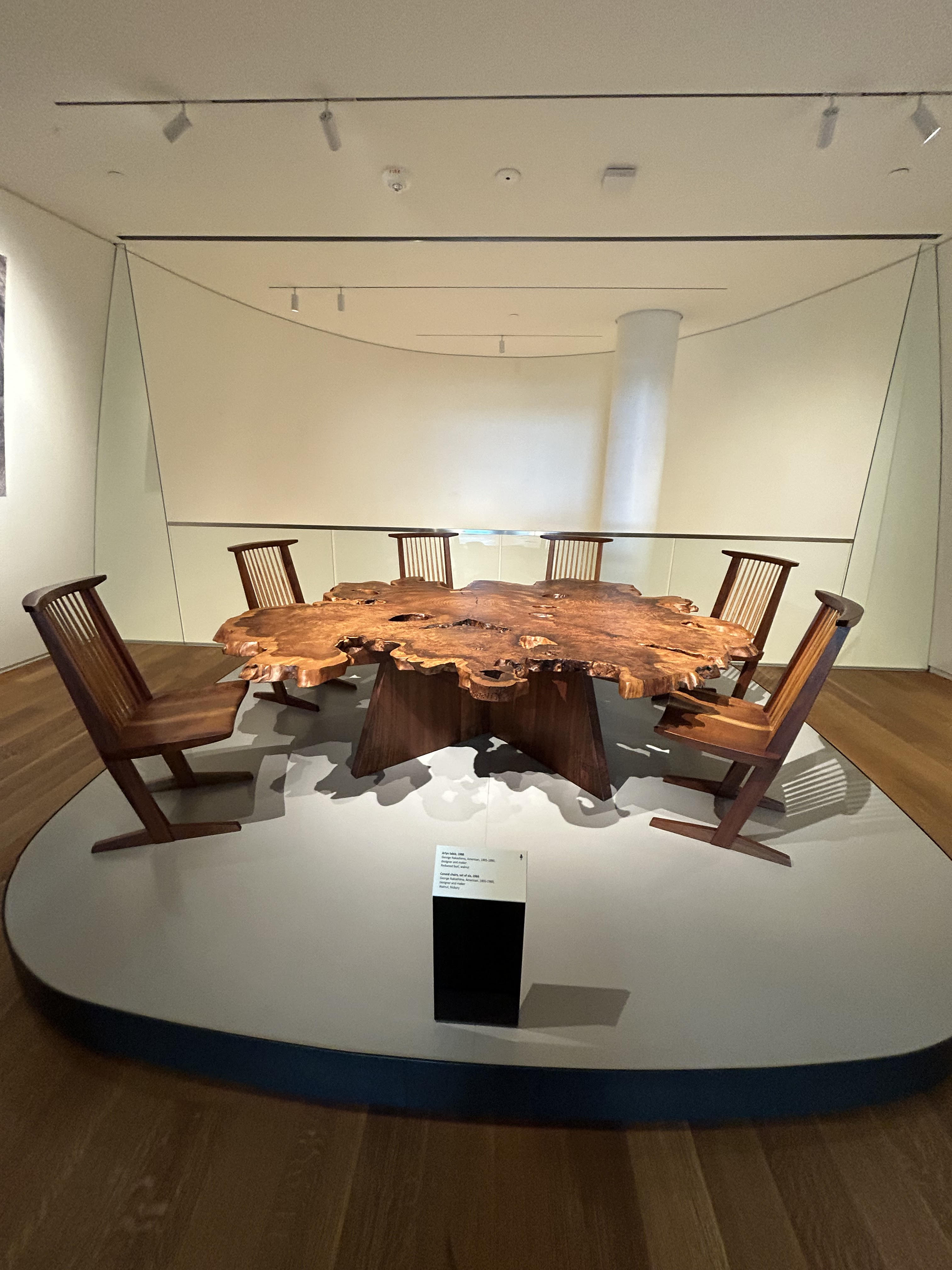
Arlyn Tisch, 1988. Museum of the American Arts & Crafts Movement, St. Petersburg, Florida

George Nakashimas Werk zeichnet sich durch die Verwendung von Massivholzplatten mit natürlichen Kanten aus, die oft durch Schmetterlingsverbindungen stabilisiert werden. Er betonte die natürliche Schönheit des Holzes und bezog Unvollkommenheiten wie Äste und Maserungen bewusst in seine Entwürfe ein. Sein Stil wurde von der japanischen Teekultur, den amerikanischen Shaker-Möbeln und dem Zen-Buddhismus beeinflusst.